# Erich I. (Hoya)
Erich I. von Hoya (* 1370; † 1426) war von 1377 bis 1426 regierender Graf von Hoya (Obergrafschaft).

## Familie
Erich war Sohn des Grafen Johann II. von Hoya und Helene von Sachsen-Lauenburg, Tochter von Herzog Erich I. von Sachsen-Lauenburg. 1390 heiratete Erich Helene von Braunschweig-Lüneburg, Tochter Herzogs Magnus II. Torquatus. Aus der Ehe gingen sechs Nachkommen hervor:
- Johann V. († 1466), folgte ihm als Graf nach
- Albrecht († 1473), Bischof von Minden
- Otto († 1440), Dompropst in Hamburg und Administrator des Bistums Bremen
- Erich († 1458), Dompropst zu Köln und Administrator des Bistums Osnabrück
- Helene († 1426), Gemahlin des Grafen Adolf IX. von Holstein-Schauenburg
- Ermengard, Gemahlin des Grafen Otto VII. von Tecklenburg.

Erichs Bruder Johann war 1394–1399 Bischof von Paderborn und 1399–1424 Bischof von Hildesheim. Sein Bruder Otto war 1392–1424 Bischof von Münster und zudem 1410–1424 Administrator des Bistums Osnabrück.

## Leben und Wirken
Erich dehnte das Territorium der Grafschaft Hoya nach Süden gegen das Bistum Minden aus. Er errichtete 1383 die Burg Diepenau, die kurz darauf vom Mindener Bischof zerstört wurde. Zugleich zerstörte dieser auch Flecken und Burg Uchte. Erich zerstörte daraufhin die Mindener Vorstadt der Fischer, gewann Oberhand und errichtete Diepenau und Uchte neu. Während seiner Regierung weitete er durch zahlreiche Güterkäufe die Grafschaft weiter aus.